# Ніженський Юрій Вікторович
Ю́рій Ві́кторович Ні́женський (30 липня 1979 — 25 лютого 2022) — підполковник Збройних сил України, начальник артилерії — помічник командира 3 БТГр 80 десантно-штурмової бригади.

## Життєпис
Уродженець Уманського району Черкаської області. З 2014 року брав активну участь у бойових діях на території Донецької та Луганських областей. Начальник артилерії — помічник командира 3-ї батальйонно-тактичної групи.
Загинув 25 лютого 2022 року під час запеклих боїв у м. Нова Каховка Херсонської області.

## Нагороди
- за особисту мужність і героїзм, виявлені у захисті державного суверенітету та територіальної цілісності України, вірність військовій присязі під час російсько-української війни, відзначений — нагороджений орденом Богдана Хмельницького II (2022, посмертно) та III (2015) ступенів.